# Kleopatra (Mätresse des Claudius)
Kleopatra (lateinisch Cleopatra)  war eine im 1. Jahrhundert n. Chr. lebende Mätresse des römischen Kaisers Claudius.
Nachdem Valeria Messalina, die Gattin des Claudius, im Jahr 48 n. Chr. mit ihrem Liebhaber Gaius Silius eine neue Ehe eingegangen war, fürchteten die einflussreichsten kaiserlichen Freigelassenen um die Bewahrung ihrer Macht, doch wagte nur Narcissus gegen die Kaiserin vorzugehen. Dabei ging er mit großer Vorsicht zu Werk und vermied es, selbst als erster den zu diesem Zeitpunkt längere Zeit in Ostia weilenden Princeps über den Ehebruch seiner Gattin zu informieren. Stattdessen veranlasste er durch Geschenke und Versprechungen zwei vertraute Mätressen des Claudius, Calpurnia und Kleopatra, diese Anzeige zu machen. Nachdem zuerst Calpurnia dem Kaiser bei einem diskreten Gespräch von Messalinas Heirat mit Silius berichtet hatte, bestätigte Kleopatra auf Calpurnias Frage hin, dass sie davon ebenfalls ins Bild gesetzt worden sei. Dann erst wurde Narcissus hinzugezogen, und das rasche Verfahren zur Hinrichtung Messalinas nahm seinen Lauf.